# Vladimirovca
Vladimirovca (in russo Владимировский?, Vladimirovskij) è un comune della Moldavia controllato dalla autoproclamata repubblica di Transnistria. È compreso nel distretto di Slobozia

## Località
Il comune è formato dall'insieme delle seguenti località:
- Vladimirovca (Владимировский Vladimirovskiy)
- Constantinovca (Константиновка Konstantinovka)
- Nicolscoe (Никольское Nikol'skoye)